# Remsen (village, New York)
Pour les articles homonymes, voir Remsen.
Remsen est un village du comté d'Oneida, dans l'État de New York, aux États-Unis,. En 2010, il comptait une population de 508 habitants.

## Démographie
Lors du recensement de 2010, le village comptait une population de 2 231 habitants. Elle est estimée, en 2019, à 494 habitants.